# Traenheim
Traenheim is een gemeente in het Franse departement Bas-Rhin (regio Grand Est) en telt 592 inwoners (2004). De plaats maakt deel uit van het arrondissement Molsheim.

## Geografie
De oppervlakte van Traenheim bedraagt 3,1 km², de bevolkingsdichtheid is 191,0 inwoners per km².
De onderstaande kaart toont de ligging van Traenheim met de belangrijkste infrastructuur en aangrenzende gemeenten.

## Demografie
Onderstaande figuur toont het verloop van het inwonertal (bron: INSEE-tellingen).